# Rafael Ortega (boxe anglaise)
Pour les articles homonymes, voir Rafael Ortega et Rafael Ortega (baseball).
Rafael Ortega est un boxeur panaméen né le 25 septembre 1950.

## Carrière
Passé professionnel en 1970, il remporte le titre vacant de champion du monde des poids plumes WBA le 15 janvier 1977 après sa victoire aux points contre Francisco Coronado. Ortega perd cette ceinture le 17 décembre suivant en s'inclinant aux points par décision partagée face à Cecilio Lastra. Il met un terme à sa carrière en 1982 sur un bilan de 22 victoires, 4 défaites et 5 matchs nuls.

## Référence
1. ↑  (es) Uco Lastra, campeón mundial de los plumas (elpais.com)